# Camptostoma
Camptostoma es un género de aves paseriformes perteneciente a la familia Tyrannidae, que agrupa a apenas dos especies nativas de la América tropical (Neotrópico) donde se distribuyen desde el sur de América del Norte (extremos sureste de Arizona y sureste de Texas y norte de México), a través de América Central y del Sur hasta el centro de Argentina y Uruguay. A sus miembros se les conoce por el nombre vulgar de mosqueritos y también piojitos, tiranuelos, atrapamoscas entre otros.

## Etimología
El nombre genérico neutro «Camptostoma» se compone de las palabras del griego «kamptos» que significa ‘curvado’, y «stoma, stomatos» que significa ‘boca’, ‘pico’.

## Características
Las aves de este género son dos pequeños tiránidos monótonos, midiendo alrededor de 10 cm de longitud, con una ligera crista eréctil y dos amplias listas alares blanquecinas u ocráceas. Ambos son ampliamente diseminados y habitan una variedad de ambientes semiabiertos incluyendo plantaciones y parques urbanos.

## Lista de especies
Según las clasificaciones del Congreso Ornitológico Internacional (IOC) y Clements Checklist/eBird, agrupa a las especies siguientes, con el respectivo nombre común de acuerdo con la Sociedad Española de Ornitología (SEO):
| Imagen | Nombre científico     | Autor              | Nombre común       | Estado de conservación | Distribución |
| ------ | --------------------- | ------------------ | ------------------ | ---------------------- | ------------ |
|        | Camptostoma imberbe   | P.L. Sclater, 1857 | mosquerito imberbe | LC                     |              |
|        | Camptostoma obsoletum | (Temminck, 1824)   | mosquerito silbón  | LC                     |              |

## Taxonomía
Varios autores sugirieron que C. obsoletum puede consistir de más de una especie, al menos tres; de hecho, el grupo politípico C. obsoletum pusillum del sur de América Central y oeste de América del Sur, ya fue tratado como especie separada; Rheindt et al (2008c) lo comprueban genéticamente, pero recomiendan aguardar más análisis.
Los amplios estudios genético-moleculares realizados por Tello et al (2009) descubrieron una cantidad de relaciones novedosas dentro de la familia Tyrannidae que todavía no están reflejadas en la mayoría de las clasificaciones. Siguiendo estos estudios, Ohlson et al (2013) propusieron dividir Tyrannidae en 5 familias. Según el ordenamiento propuesto, Camptostoma permanece en Tyrannidae, en una subfamilia Elaeniinae Cabanis & Heine, 1859-60, en una tribu Euscarthmini Ihering, 1904, junto a Stigmatura, Inezia, Euscarthmus, Ornithion, parte de Phyllomyias, Zimmerius y Mecocerculus (excluyendo Mecocerculus leucophrys).